# Трапезникова, Алёна Алексеевна
Алёна Алексеевна Трапезникова (р. 30 мая 1987) — заслуженный мастер спорта России по спортивному ориентированию (лыжные дисциплины).

## Карьера
Выступает за Хабаровский край (г. Комсомольск-на-Амуре). Тренируется под руководством заслуженного тренера России Трапезникова А. С., Трапезникова И. А. и Трапезниковой И. М.
На молодёжном мировом первенстве 2005 года была третьей в спринте.
На своём дебютном чемпионате мира 2011 (Швеция) Алёна Трапезникова стала серебряным призёром на средней дистанции (золото у Полины Мальчиковой), а также в составе женской эстафетной команды (Трапезникова, Козлова, Мальчикова) выиграла «золото».
На чемпионате Европы 2011 года в эстафете выступала за вторую команду России. Команда Россия-2 показала лучшее время и ей были вручены золотые медали чемпионата Европы. 19 сентября 2011 года Алёне было присвоено звание мастер спорта России международного класса.
26 марта 2012 года был подписан приказ о присвоении Алёне Трапезниковой звания Заслуженный мастер спорта.